# Transduction sensorielle
Pour les articles homonymes, voir transduction.
La transduction sensorielle est l'étape de codage des informations du monde extérieur par des récepteurs sensoriels. C'est une interface entre une multitude de paramètres physiques ou chimiques en une seule écriture, celle de l'influx nerveux.
Dans le cadre de deux sensibilités, la sensibilité cutanée et la sensibilité viscérale, les scientifiques en neurosciences identifient des canaux ioniques qui sont nécessaires à la transduction et au codage neuronal des stimulations qui parviennent à la peau et à la muqueuse digestive. La transduction sensorielle est assurée par des neurones sensoriels dotés de récepteurs et de canaux ioniques particuliers capables de traduire un changement de pH, d'osmolarité, de température ou une déformation mécanique en dépolarisation. Les neurones sensoriels de la peau (somatiques) ou du tube digestif (entériques) ont également en commun de libérer au niveau de leurs terminaisons sensorielles des neuromédiateurs qui interagissent avec l'environnement cellulaire.
Au sens large, la physiologie sensorielle comprend trois types de sensorialité:
- sensorialité extéroceptive : des six sens; somesthésie, vision, audition, olfaction, goût et équilibration vestibulaire ;
- sensorialité intéroceptive : sensibilité des viscères, vaisseaux et endothéliums ;
- sensorialité proprioceptive : sensibilité des muscles, tendons et articulations.

Les systèmes sensoriels ont des principes de fonctionnement similaires, dont voici la chaîne des opérations.
Stimulus sensoriel (physique) ⇒ Transduction (récepteur) ⇒ Intégration (centres sous-corticaux) ⇒ Sensation ⇒ Perception
La transduction sensorielle au niveau des récepteurs biologiques est la fonction de base d'un récepteur sensoriel. Elle consiste à transformer l'énergie physique ou chimique d'un stimulus en énergie bioélectrique d'un message nerveux. Le principe de la transduction est basé sur la modification des propriétés bioélectriques des cellules sensorielles "excitées" par un stimulus physicochimique. Cette modification est en général une dépolarisation : entrée ou rétention de charges positives (cation). Mais, dans le cas de la vision, c'est une hyperpolarisation : blocage d'une entrée de charges positives.
On distingue les types de transduction suivants :
- mécanotransduction : transduction à partir d'un stimulus mécanique ;
- chémotransduction : transduction à partir d'un stimulus chimique ;
- phototransduction : transduction à partir d'un photon lumineux.